# Đurđic (Ivanska)
Đurđic je naselje u Republici Hrvatskoj, u sastavu općine Ivanska, Bjelovarsko-bilogorska županija.
U povijesnim podacima o postanku župa između 1334. i 1501. god., spominje se i župa u Hejmovcu (Đurđicu). Vremena, koja su slijedila bila su turbolentna i mnogi su zapisi izgubljeni ili uništeni. Došlo je do naseljavanja i raseljavanja stanovništva pa se ponovo selo Đurđic spominje tek u 17. stoljeću. Selo je dobilo ime po župnoj crkvi sv. Jurja. Tijekom povijesti, selo je bilo do temelja spaljeno i opljačkano i tek u 17. stoljeću ponovo naseljeno doseljenicima zapadno od rijeke Česme.
Postupno se oporavljalo tako, da je vremenom postalo jedno od najbogatijih sela sve do I. svjetskog rata. Stanovništvo se bavilo poljoprivredom i uzgojem stoke. Poslije II. svjetskog rata, poljoprivreda je pomalo zapostavljana. Industrijalizaciju je osjetilo i selo Đurđic. Danas je selo dosta zapušteno, mladi odlaze u gradove, ostalo je većinom staračko stanovništvo. Bez obzira na sve seljani su uvijek znali održavati društvene običaje. Jedan od običaja, koji se do danas održao je običaj "Đurđara". Djeca i mladi ljudi nose košaru opletenu mladim bukovim grančicama i navraćaju u svaku kuću čestitajući Jurjevo (blagdan sv. Jurja). Uz to se pjeva i prigodna pjesma "Opa đipi Đuro"). Godine 1931. u Đurđicu je osnovan Ogranak kulturno prosvjetnog društva Hrvatske seljačke sloge. Radio je s prekidima i ponovno oživio pod nazivom KUD "Sloga-Đurđic".

## Stanovništvo
- 2021. – 156
- 2011. – 203[4]
- 2001. – 258
- 1991. – 282 (Hrvati – 276, Jugoslaveni – 2, Srbi – 1, ostali – 3)
- 1981. – 354 (Hrvati – 345, Jugoslaveni – 6, ostali – 3)
- 1971. – 459 (Hrvati – 455, Srbi – 2, ostali – 2)

Prema popisu stanovništva iz 2001. godine, naselje je imalo 258 stanovnika te 85 obiteljskih kućanstava.
| broj stanovnika | 410   | 378   | 399   | 435   | 403   | 455   | 445   | 418   | 488   | 465   | 512   | 459   | 354   | 282   | 258   | 203   | 156   |
|                 | 1857. | 1869. | 1880. | 1890. | 1900. | 1910. | 1921. | 1931. | 1948. | 1953. | 1961. | 1971. | 1981. | 1991. | 2001. | 2011. | 2021. |